# Review (The Bear)
«Review» —en español: «Revisión»— es el séptimo episodio de la primera temporada de la serie de televisión de comedia dramática The Bear. Se emitió en FX on Hulu el 23 de junio de 2022, junto con el resto de la temporada. El episodio, de 22 minutos, fue escrito por la productora ejecutiva Joanna Calo, y dirigida por el creador de la serie Christopher Storer.
La serie sigue a Carmen «Carmy» Berzatto, un galardonado chef de cuisine de Nueva York, que regresa a su ciudad natal de Chicago para dirigir la fallida tienda de sándwiches italian beef de su difunto hermano Michael. El episodio está ambientado en tiempo real, y sigue a los personajes mientras se preparan para abrir la tienda, cuando se desata el caos en la cocina. El episodio es el más corto de la temporada con 20 minutos, 18 de los cuales se presentan en una sola toma.
El episodio fue aclamado por la crítica, que alabó su originalidad, la fotografía, la dirección de Storer, las interpretaciones, el desarrollo de los personajes, la mezcla de sonido y la tensión. Muchos críticos lo incluyeron entre los mejores episodios de 2022, y también recibió nominaciones a premios, como el de Mejor dirección en una serie de comedia y el de Mejor actriz de reparto en una serie de comedia para Edebiri en la 75ª edición de los Premios Primetime Emmy.

## Argumento
A 20 minutos de la apertura, el equipo se prepara para sus turnos. Ebraheim (Edwin Lee Gibson) lee en voz alta la crítica muy favorable de un crítico gastronómico sobre The Beef. El crítico destaca un plato de risotto con el que Sydney (Ayo Edebiri) había estado experimentando y que luego le dio para evitar que se desperdiciara, sin saber que se lo estaba sirviendo a un crítico. Llega Carmy (Jeremy Allen White) y le dice a Ebraheim que deje de leer la crítica.
Tina (Liza Colón-Zayas) llega tarde, obligada a traer a su hijo Louie (Pedro Henrique), suspendido en el colegio. Ella le pide a Carmy que le enseñe habilidades culinarias, así que él le asigna a Sydney que ayude a Louie. Mientras se preparan para la inauguración, Sydney y Richie (Ebon Moss-Bachrach) se enzarzan en una discusión por el deseo de ella de poner el plato de risotto en el menú. Mientras tanto, el personal descubre que Sydney ha dejado activada por error la opción de pedido anticipado para el servicio de comida para llevar del restaurante, lo que les deja con cientos de pedidos que estarán listos en menos de 10 minutos. Abrumado y cada vez más furioso, Carmy le grita al personal para que empiecen a cocinar todo lo que tienen.
Con los nervios de punta por las prisas, los conflictos de los personajes llegan a su punto álgido cuando Sydney y Richie siguen discutiendo y Carmy le grita furioso al personal para que siga trabajando, contribuyendo a la discusión de Sydney y Richie al darles instrucciones contradictorias. Marcus (Lionel Boyce) descuida sus deberes de pastelero para experimentar con su proyecto paralelo de perfeccionar un dona, inconsciente del caos que le rodea hasta que intenta mostrar su último intento a Carmy, que lo tira furioso al suelo, provocando que Marcus se marche. En el transcurso de ésta, Sydney apuñala accidentalmente a Richie con su cuchillo. A falta de un minuto para la apertura, Sydney le dice a Carmy que renuncia, alegando que aunque es un excelente chef, también es un «pedazo de mierda». Angustiado, Carmy se pasea por la cocina y prueba el donut de Marcus en el suelo: aparentemente impresionado por los resultados, destruye la máquina de tickets y sale de la cocina derrotado.

## Producción

### Desarrollo
El episodio fue dirigido por el creador de la serie Christopher Storer y escrito por la productora ejecutiva Joanna Calo. Fue el primer crédito como guionista para Calo y el cuarto crédito como director para Storer.

### Rodaje
Christopher Storer mencionó que el episodio no debía rodarse de ninguna manera específica. La idea de rodar en una sola toma sólo se concibió dos o tres semanas antes de que comenzara el rodaje, y Storer y Calo reescribieron el guion para adaptarlo a las necesidades del episodio. Calo dijo: «Tener un penúltimo episodio en el que las cosas se desmoronan es muy Structure 101. Nuestro diálogo es tan despojado, que te encuentras con la necesidad de dejar que la cámara haga su trabajo. Nuestros diálogos son tan despojados que te ves en la necesidad de dejar que tu cámara haga más trabajo». Storer quedó impresionado con el guion original, pero consideró que un corte acabaría con el impulso y que filmarlo en una sola toma era la mejor manera de contar la historia.
Como explicó Storer, el equipo «quería asegurarse de que estaba absolutamente al 100 por cien al servicio de la historia y no nosotros presumiendo». Para preparar el rodaje, Storer, Andrew Wehde y el operador de cámara Gary Malouf calcularon el recorrido del set que utilizarían los actores, filmando también una versión del recorrido con un iPhone. El equipo consideró la posibilidad de utilizar ciertos puntos para hacer un corte en caso necesario, pero Storer confiaba en que el episodio pudiera rodarse en una sola toma. Al parecer, el elenco rodó la secuencia en cuatro o cinco tomas. Con cada toma, el elenco experimentaba con sus interpretaciones, con Ebon Moss-Bachrach representando a su personaje más resignado, mientras que Ayo Edebiri interpretaba a su personaje más furiosa. Según Wehde, el equipo no utilizó la versión más perfecta de las tomas, conformándose con la «más intensa y envolvente»: un error de la toma utilizada para el episodio es el montón de condimento en el suelo mientras Carmy prueba el donut, que se produjo debido a que Malouf volcó un recipiente de giardiniera.
Jeremy Allen White explicó: «Aún así consiguieron mantener todos los puntos importantes de la historia para el Episodio VII, pero lo escribieron como un plano para permitirnos rodarlo en una sola toma. Eso era muy importante, obviamente, para que empezara con las palabras». White alabó el episodio, considerando que «realmente se presta a la historia y a la situación de los personajes, porque la tensión aumenta tan rápidamente que no damos un respiro al público. No hay tregua: es coherente».

## Recepción

### Respuesta de la crítica
«Review» recibió elogios generalizados de la crítica, que alabó la fotografía, el guion, la tensión y las interpretaciones del episodio. Rebekah Valentine de IGN, escribió: «'Review' es especialmente increíble. Es más corto que cualquiera de los otros episodios, y la mayor parte de su acción se desarrolla en un puñado muy pequeño de planos largos y sin cortes en el restaurante que encapsulan perfectamente la escalada de caos del clímax dramático de la temporada».
Tim Lowery de The A.V. Club, alabó el episodio, considerándolo «una de las hazañas de dirección más impresionantes que he visto en televisión este año». Alan Sepinwall de Rolling Stone, escribió: «Es mucho más inductor al pánico que cualquier otro episodio de los primeros, pero la diferencia es que, a estas alturas, The Bear ha conseguido que nos interesemos por Carmy, Sydney, Marcus y todos los demás. El episodio sigue siendo una bomba de estrés de dos toneladas, pero ahora con gente a la que apoyar y conflictos que han llegado a importarnos profundamente. Es increíble».
Marah Eakin de Vulture le dio al episodio una puntuación perfecta de 5 estrellas sobre 5 y escribió: «El séptimo episodio de The Bear, 'Review,' es tan bueno que debería ser mostrado en la escuela de cine sólo para mostrar la cantidad de tensión, la historia de fondo, y la exposición de los creadores de un espectáculo puede embalar en tan sólo 20 minutos de televisión». Nicole Gallucci de Decider, elogió el episodio y lo comparó con la película Uncut Gems, escribiendo: «'Review' es una hazaña notable que induce a la ansiedad y que aprovecha la tensión como una forma de arte. Las interpretaciones son crudas, cargadas de agresividad pasiva y, a veces, difíciles de ver, una verdad especialmente perturbadora, ya que la serie ha sido elogiada por sus descripciones auténticas de lugares de trabajo culinarios abusivos. El diálogo es condenatorio y fluye a la perfección como un plato caliente abriéndose paso por una cocina. Y la elección de capturar el caos en un solo plano deslumbra y desorienta». Dina Paulson de Collider, elogió la conclusión del episodio, escribiendo: «La tensión entre los personajes que hierve en 'Review' es, sin duda, entre los chefs de esta extraordinaria cocina, pero también se trata del yo sintiéndose uno mismo, en estados naturales de agravación, curación y absorción del placer porque, maldita sea, a veces una cosa es tan buena que te detiene en seco».
El episodio fue incluido en muchas publicaciones como uno de los mejores episodios televisivos de 2022, entre ellas The Hollywood Reporter, TV Guide, Mashable, Rolling Stone, IndieWire, Entertainment Weekly, IGN, y Paste.

### Premios y reconocimientos
| Premiación                          | Categoría                                                       | Nominado(s)                                                                          | Resultado | Ref.   |
| ----------------------------------- | --------------------------------------------------------------- | ------------------------------------------------------------------------------------ | --------- | ------ |
| Premios Cinema Audio Society        | Mejor mezcla de sonido para series de televisión: de media hora | Scott D. Smith, Steve Giammaria, Patrick Christensen, Ryan Collison y Connor Nagy    | Nominada  | [ 21 ] |
| Premios del Sindicato de Directores | Mejor dirección de una serie de comedia                         | Christopher Storer                                                                   | Nominado  | [ 22 ] |
| Premios Golden Reel                 | Mejor edición de sonido en un cortometraje audiovisual          | Steve "Major" Giammaria, Jonathan Fuhrer, Evan Benjamin, Annie Taylor, Leslie Bloome | Ganadores | [ 23 ] |
| Premios Primetime Emmy              | Mejor dirección en una serie de comedia                         | Christopher Storer                                                                   | Ganador   | [ 24 ] |
| Premios Primetime Emmy              | Mejor actriz de reparto en una serie de comedia                 | Ayo Edebiri                                                                          | Ganadora  | [ 24 ] |